# Robert H. Burris
Robert Harza Burris (* 13. April 1914; † 11. Mai 2010) war ein US-amerikanischer Biochemiker.

## Leben
Nach dem Schulbesuch begann er 1936 ein Studium an der University of Wisconsin–Madison und wurde 1946 als Lecturer Dozent an der Universität. Zwischen 1958 und 1970 war er Dekan der Fakultät für Biochemie. Im Laufe seiner Tätigkeit als Hochschullehrer betreute er als Doktorvater mehr als 70 Promotionen. Auch nach seiner Emeritierung 1984 beschäftigte er sich mit Fragen der Forschung und war Autor zahlreicher Fachaufsätze.
Burris gehörte zu den herausragendsten Autoritäten auf dem Gebiet der Stickstofffixierung, dem Prozess bei dem bestimmte Mikroorganismen Stickstoff aus der Erdatmosphäre in eine Form umwandeln, die von den Pflanzen aufgenommen werden kann. Er machte große Fortschritte im Verstehen der biologischen Systeme, was einiges der in der Forschung der Stickstofffixierung benutzten Methodologie weiterentwickelte.
1961 wurde er Mitglied der National Academy of Sciences, 1975 der American Academy of Arts and Sciences sowie 1979 der American Philosophical Society.
Seine bahnbrechende Arbeit brachte ihm weltweite Anerkennung. 1979 wurde ihm von US-Präsident Jimmy Carter die National Medal of Science verliehen, die höchste Auszeichnung der US-amerikanischen Regierung an Wissenschaftler und Ingenieure. 1984 wurde er mit dem John J. Carty Award der National Academy of Sciences ausgezeichnet, 1985 erhielt er den Wolf-Preis für Agrarwissenschaft, der in den Naturwissenschaften nach dem Nobelpreis und in der Mathematik nach der Fields-Medaille zu den angesehensten Preisen weltweit zählt.